# Samsung Galaxy M22
Il Samsung Galaxy M22 è uno smartphone di fascia medio-bassa prodotto da Samsung, facente parte della serie Samsung Galaxy M.

## Caratteristiche tecniche

### Hardware
Il Galaxy M22 è uno smartphone con form factor di tipo slate, le cui dimensioni sono di 159,9 × 74 × 8,4 mm e pesa 186 grammi.
Il dispositivo è dotato di connettività GSM, HSPA, LTE, di Wi-Fi 802.11 a/b/g/n/ac dual-band con supporto a Wi-Fi Direct e hotspot, di Bluetooth 5.0 con A2DP e LE, di GPS con A-GPS, BeiDou, GALILEO e GLONASS e di NFC. Ha il supporto al Dolby Atmos. Presenta una porta USB-C 2.0 e un ingresso per jack audio da 3,5 mm.
Presenta uno schermo touchscreen capacitivo da 6,4 pollici di diagonale, di tipo Super AMOLED Infinity-U, angoli arrotondati e risoluzione HD+ 720 × 1600 pixel, con refresh rate massimo a 90 Hz.
La batteria li-po da 5000 mAh non è removibile dall'utente. Supporta la ricarica rapida a 25 watt.
Il chipset è un MediaTek Helio G80 con CPU octa core (2 core a 2 GHz + 6 core a 1,8 GHz). La memoria interna, di tipo eMMC 5.1, è di 128 GB (espandibile tramite microSD fino a 1 TB) mentre la RAM è di 4 GB.
La fotocamera posteriore ha un sensore principale da 48 megapixel, con apertura f/2.0, uno da 8 MP ultra-grandangolare, una da 2 MP di profondità e una da 2 MP per le macro, è dotata di autofocus PDAF, modalità HDR e flash LED, in grado di registrare al massimo video Full HD a 30 fotogrammi al secondo, mentre la fotocamera anteriore è singola da 13 MP, con supporto HDR e registrazione video massimo Full HD@30 fps.

### Software
Il sistema operativo è Android 11, accompagnato dall'interfaccia utente One UI Core 3.1.

## Commercializzazione
Il dispositivo è stato presentato il 14 settembre 2021. È disponibile, dopo la presentazione, sul sito web tedesco di Samsung.